# شهرستان گده‌بی
شهرستان گَدَه‌بی (به لاتین: Gədəbəy) نام بخشی در شمال غربی جمهوری آذربایجان است. این بخش ناحیه آرتسواشن ارمنستان را در خود محصور کرده‌است. آرتسواشن در خلال جنگ قره‌باغ تحت کنترل نیروهای آذری درآمد و اکنون به باشکند تغییر نام یافته‌است. گدابیگ دارای معادن طلا است.